# نشر

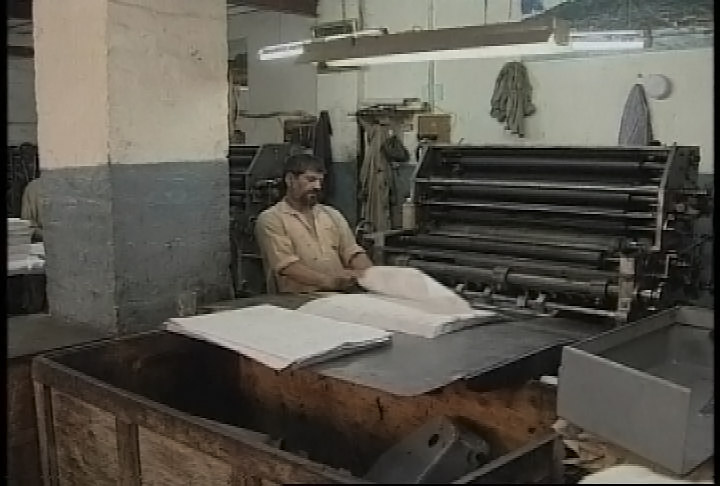
طباعة الصحف في كابول، أفغانستان

النشر هو نشاط إتاحة المعلومات والأدب والموسيقى والبرامج والمحتويات الأخرى للجمهور للبيع أو مجانًا. ويمثل عملية إنتاج ونشر المعلومات بأشكال مختلفة، ويشير المصطلح إلى إنشاء وتوزيع الأعمال المطبوعة مثل الكتب والصحف والمجلات، ومع ظهور التكنولوجيا الرقمية ونظم المعلومات والإنترنت في نطاق النشر توسعت لتشمل الموارد الإلكترونية، مثل النسخ الإلكترونية من الكتب والدوريات والمواقع الإلكترونية، يشمل النشر مراحل تطور، واقتناء وطباعة وإنتاج وتوزيع الصحف والمجلات والكتب والأعمال الأدبية، والمصنفات الموسيقية، وبرامج الحاسوب وغيرها من الأعمال التي تتناول المعلومات، بما فيها وسائل الاعلام الإلكترونية أيضا.
يقوم النشر على نظرية النظرة التقليدية للاتصالات، والتي تشتمل على مرسل ومتلق. ووجهة نظر الاتصالات التقليدية مقسمة إلى مرسل يرسل المعلومات ومتلق يجمع تلك المعلومات ثم يقوم بمعالجتها وإعادة إرسالها مرة أخرى، كما هو الحال في خط الهاتف.
تعرف الجهة التي تتولى النشر بـ "الناشر" وقد تكون شركة أو مؤسسة نشر ، أو فرد يقود شركة نشر ، أو بصمة ، أو دورية ، أو صحيفة.
وتتراوح صناعة النشر التجاري من التكتلات الكبيرة متعددة الجنسيات مثل نيوز كورب و بيرسون و تومسون رويترز ، إلى العلامات التجارية الكبرى للبيع بالتجزئة وآلاف الناشرين المستقلين الصغار. تنشر الحكومات أيضًا والمجتمع المدني أو الأعمال التجارية أو البحث أو المناصرة أو أهداف المصلحة العامة. يمكن أن يشمل ذلك التقارير السنوية ، وتقارير البحث ، وأبحاث السوق ، وموجزات السياسات ، والتقارير الفنية. وقد أصبح النشر الذاتي شائعًا جدًا.

## الاستخدامات
يمكن أن يكون النشر فعالا للغاية عند إضافة البلاغة أو أي شكل آخر من أشكال الإقناع إلى الخطاب. وحسب جون دورام بيترز، الذي كتب Communication as Dissemination (الاتصال كالنشر)، فإن «إلقاء خطاب عام ربما يكون أكثر إجراءات التواصل أساسية، ولكن، بمجرد أن يتم إلقاء البذور، لا يمكن أن نضمن حصادها مطلقا... وكناية النشر تشير إلى احتمالية استخدام كل الكلمات والأفعال وتبعاتها غير المؤكدة وإدارتها من خلال الاحتماليات وليس من خلال التأكيدات.» وبمعنى آخر، فإن نشر الكلمات على مجموعة من الأفراد يمكن أن تنقل معاني متعددة لكل فرد اعتمادا على الخبرات والمواقف والمعارف والعرق وحتى جنس المستمع. فكل هذه الأوجه يمكن أن تؤدي إلى تشتيت الرسالة التي يقوم المرسل ببثها تجاه العامة. واعتمادا على الأوضاع والأشياء المحيطة والبيئة، يمكن أن يكون لتلقي المستمع لهذه الرسالة تأثير على ناتج معنى الرسالة التي تم تلقيها. وهذا التداخل يعرف كذلك باسم «الضوضاء» في النموذج التقليدي لنظرية الاتصال. ويمكن أن تؤدي الضوضاء إلى تشتيت معنى الرسالة.
وبالإضافة إلى ذلك، فإن جون دورام بيترز يوضح «يعد بث المعلومات لوجهة مفتوحة علامة مميزة لكل الخطابات. فكناية النشر توجه اتجاهنا إلى كل الوجهات ذات المغزى التي لا تكون تفاعلية بشكل مباشر.» فالنشر يؤدي في الأساس إلى إرسال المعلومات إلى الجماهير، بدون الاتصال المباشر مع المتلقي، وبدون الحصول على استجابة مباشرة أو توضيحات، وهي الأشياء التي يمكن أن تنطوي عليها المحادثات أو الحوارات.
وفيما يتعلق بتطوير السياسات، فإنه ينظر إلى التعميم على أنه خطوة إضافية أكثر من النشر، حيث إنه يحاول تضمين تغيير في السياسات والممارسات، بدلاً من مجرد نشر المعلومات. 

## اقرأ أيضًا
- نشر ذاتي